# Rua do Ouvidor (São Paulo)
A Rua do Ouvidor é uma importante via arterial da cidade de São Paulo, estando localizada na Sé, região central da urbe paulista.
O nome é uma referência ao primeiro ouvidor de São Paulo, Dr. Antônio Luís Peleja, nomeado em 13 de agosto de 1699. Esta personalidade histórica já possuía a homenagem em outra rua com o mesmo nome e que atualmente é a Rua José Bonifácio.
A atual Rua do Ouvidor teve outros nomes, como: Ladeira do Bexiga, Ladeira de Santo Amaro, Ladeira do Ouvidor e a partir de 1930 recebeu oficialmente no nome de Rua do Ouvidor.
Menos famosa que a Rua do Ouvidor carioca, a via paulista concentra algumas lojas de comércio do centro da capital, o Centro Cultural Ouvidor 63  galerias e órgãos do governo estadual e municipal.